# Resident (bestuurder)

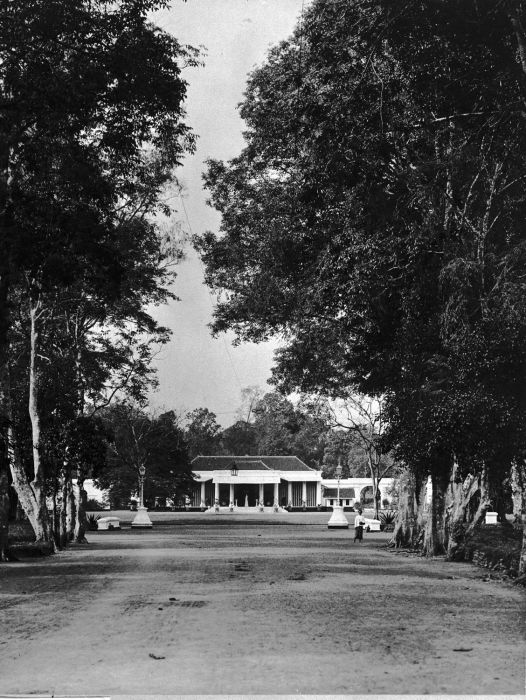
Het huis van de resident van Banjoemas (Midden-Java)

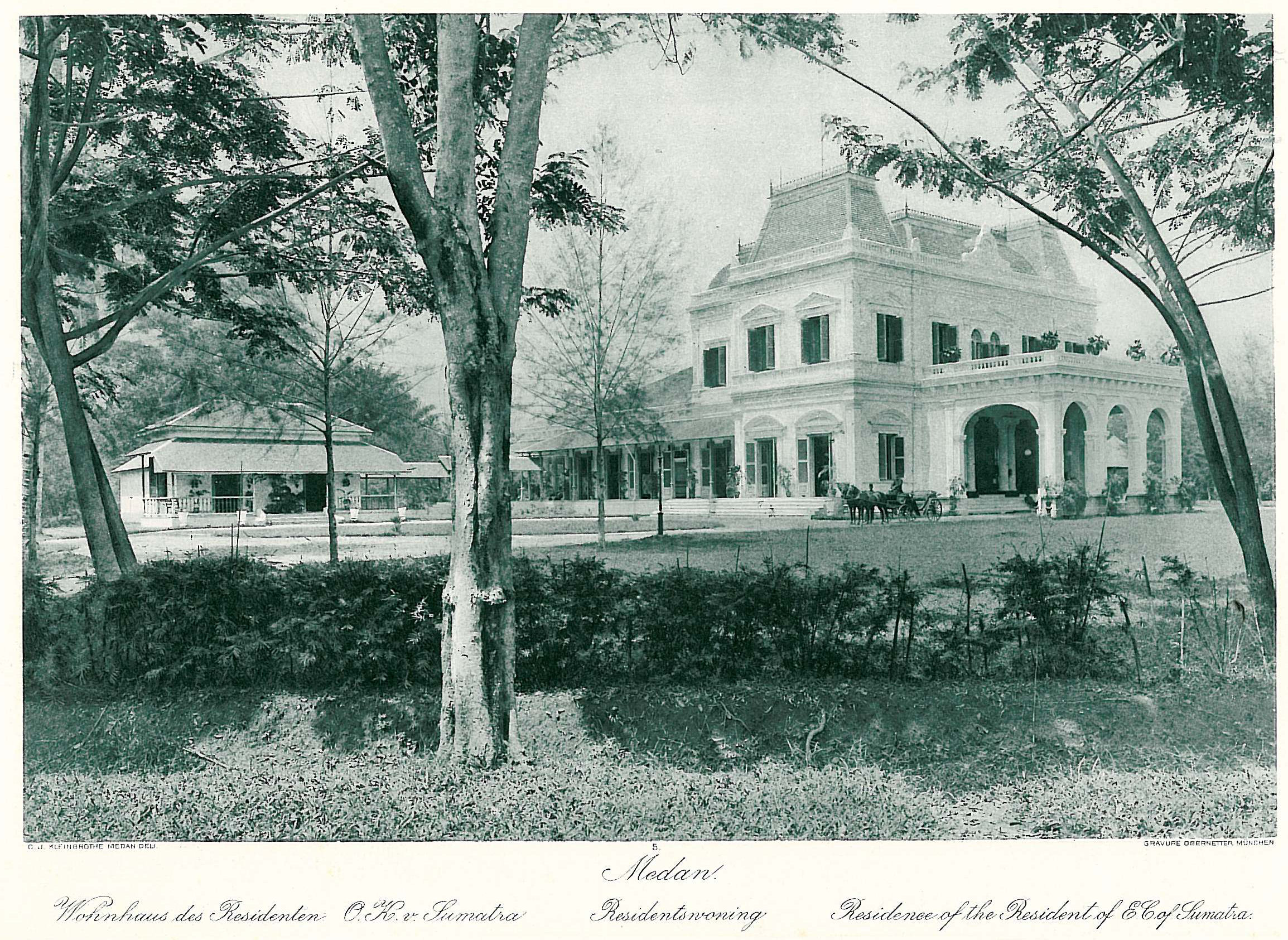
Residentswoning in Medan (prentbriefkaart, ca. 1900)

Een resident was een bestuurlijke functie in de Britse en Nederlandse koloniën. Een resident representeerde het koloniaal gezag. In het voormalige Nederlands-Indië stond de resident aan het hoofd van een bestuur van een gewest (Binnenlands Bestuur), waarbij hij toezag op een lokale edelman of vorst, de regent. Ook in Brits-Indië was een resident een vertegenwoordiger aan het hof van een lokale vorst. Naarmate de Britten de macht naar zich toetrokken, verschoof de functie van de resident, van een simpele ambassadeur naar de feitelijke machthebber achter de façade van de vorst, die een marionet werd.

## Nederlands Indië
Het Nederlands-Indische "Bestuur ter plaatse" (dat onder het centrale koloniale opperbestuur ressorteerde) had drie vormen:
1. Het Binnenlands Bestuur
2. Het Inlands Bestuur
3. Het Bestuur over Vreemde Oosterlingen

### Binnenlands bestuur
De kolonie was onderverdeeld in 36 of 37 gewesten, afhankelijk van de periode. Aan het hoofd van deze gewesten stond in de meeste gevallen een resident (Atjeh, Sumatra's Oostkust, Ambon en Celebes hadden een gouverneur, aan het hoofd van Billiton stond een assistent-resident). In alle gevallen waren deze ambtenaren belast met het bestuur, de rechtspraak, de politie en de plaatselijke wetgeving.
Iedereen die bij het Binnenlands Bestuur werkzaam was, was officieel "ambtenaar", zij het dat deze aanduiding doorgaans werd gereserveerd voor de hogere rangen; de lagere noemde men "beambte".

### Inheems bestuur
De resident werd bijgestaan door een inheemse ambtenaar: de regent. Deze had de rechtstreekse leiding over de inlandse bevolking; dit principe werd wel "soort over soort" genoemd. De regent was meestal van hoge adel of van lokale vorstelijke afkomst; dit versterkte zijn gezag.
Het bewind over de inlanders werd zo veel mogelijk aan de regent overgelaten. Zo gold voor de laatste ook meer en meer het adatrecht, toen het belang daarvan eenmaal door de Nederlanders werd onderkend.

### Vreemde Oosterlingen
Met de term Vreemde Oosterlingen werden de niet-Indonesische Aziatische inwoners aangeduid, met name Chinezen, Klingalezen (uit India) en Arabieren. Indien zij in groten getale in een gebied voorkwamen, genoten zij semiautonoom zelfbestuur.

### Verhoudingen
Een residentie was weer verdeeld in drie tot vijf afdelingen. Aan het hoofd van een afdeling stond een assistent-resident.
De resident was de vertegenwoordiger van de gouverneur-generaal; de regent werd wel de "jongere broeder" van de resident genoemd. Hiermee werd uitgedrukt dat het uiteindelijke gezag bij deze laatste berustte. Vaak fungeerde de regent op het niveau van een assistent-residentie en stond hij dus de assistent-resident terzijde.
In Nederlands-Nieuw-Guinea was de situatie enigszins anders. Daar was de resident de hoogste bestuursambtenaar van een van de zes afdelingen waarin de kolonie was verdeeld.